# Protopaschiti
Protopaschiti è il termine con cui venivano indicati i cristiani che celebravano la Pasqua la domenica immediatamente successiva la Pasqua ebraica nonostante le norme contrarie del concilio di Arles (314) e soprattutto del concilio di Nicea I. Il nome deriva dal fatto che talvolta essi si trovavano a celebrare la Pasqua in anticipo anche di un mese rispetto agli altri cristiani. Il calendario ebraico di quel tempo, infatti, non utilizzava il ciclo metonico per sincronizzare l'anno lunare con l'anno solare e perciò la Pasqua ebraica cadeva spesso prima dell'equinozio di primavera. I protopaschiti non devono essere confusi con i quartodecimani, i quali celebravano la Pasqua lo stesso giorno degli ebrei, anche se essa cadeva in un giorno diverso dalla domenica. 
Secondo Atanasio di Alessandria le chiese protopaschite erano quelle della Cilicia, della Siria e della Mesopotamia. Al concilio di Nicea circa un quarto dei vescovi presenti era protopaschita. Questa elevata quota di partecipazione protopaschita è attribuibile alla collocazione geografica di Nicea.
La tradizione protopaschita venne condannata dal concilio di Nicea, ma non scomparve affatto anche perché non era chiaro se si trattasse di una norma cogente o di una specie di appendice ai venti canoni conciliari. Una decina d'anni dopo Nicea Eusebio scrisse un trattato per illustrare il significato teologico della Pasqua e sottolineare come esso si accordasse con le decisioni nicene. L'opera, di cui resta un frammento fu apparentemente scritta dietro esplicita richiesta di Costantino, che ne curò la distribuzione in originale e in traduzione latina. La vicenda evidenzia la volontà imperiale di ottenere col convincimento e non con la forza una decisione concorde di tutti i cristiani sulla data di celebrazione. 
La norma di "non celebrare la Pasqua coi giudei" compare nuovamente nel sinodo di Antiochia del 341 e nei Canoni apostolici (seconda metà del IV secolo). Anche Giovanni Crisostomo ritenne necessario condannare la prassi protopaschita con l'omelia In eos qui primo pascha jejunant (Antiochia 386-387). Nei primi decenni del secolo successivo intervenne perfino il diritto imperiale a proibirla.